# IX каденція Галицького сейму
9-та каденція Галицького сейму тривала з 1907 до 1913 року, засідання відбувалися у Львові.

## Склад

### Вірилісти
- Юзеф Більчевський — львівський римо-католицький архиєпископ
- Андрей Шептицький — львівський греко-католицький архиєпископ
- Йосиф Теофіл Теодорович — львівський вірмено-католицький архиєпископ
- Леон Валенґа — тарновський римо-католицький єпископ
- Йосиф Себастьян Пельчар — перемиський римо-католицький єпископ
- Ян Пузина — краківський римо-католицький єпископ (помер у 1911, його місце зайняв Адам Стефан Сапіга)
- Костянтин Чехович — перемиський греко-католицький єпископ
- Григорій Хомишин — станіславський греко-католицький єпископ

Ректори Львівського університету (займали місця, якщо в час їх річної каденції випадала сесія Сейму):
- Броніслав Дембінський (1908)
- Антоній Марс (1908-1909)
- Блажей Яшовський (1910-1911)
- Людвік Фінкель (1912)
- Адольф Бек (1912-1913)

Ректори Ягеллонського університету (займали місця, якщо в час їх річної каденції випадала сесія Сейму):
- Францішек Феріх (1908-1919)
- Август Віктор Вітковський (1910-1911)
- Владислав Шайноха (1911-1912)
- Едмунд Кшимуський (1903-1904)
- Фридерик Золль (1912-1913)

Ректори Львівської Політехніки:
- Стефан Нементовський (1908)
- Броніслав Павлевський (1909)
- Максиміліан Тульє (1910)
- Тадеуш Фідлер (1912)
- Едвін Гаусвальд (1913)

Президент Академії знань у Кракові
- Станіслав Тарновський

### Обрані посли

#### І курія
- 1. Краківська округа:
  - Міхал Бобжинський
  - Кароль Чеч де Ліндевальд (помер у 1910, у 1912 на його місце обраний Вацлав Залєський)
  - Ян Альбін Ґетц
  - Владислав Леопольд Яворський
  - Юзеф Мілевський (склав мандат, на його місце в 1912 обраний Стефан Скєинський)
  - Антоній Водзицький
- 2. Бережанська округа: 
  - Юзеф Верещинський
  - Александер Кшечунович
  - Мечислав Онишкевич
- 3. Перемишльська округа:
  - Ігнацій Дембовський
  - Володимир Козловський
  - Владислав Країнський
- 4. Золочівська округа: 
  - Оскар Шнелль
  - Владислав Гнєвош
  - Казимир Фелікс Бадені (помер у 1909, 6 вересня 1909 на його місце обраний Александер Раціборський)
- 5. Чортківська округа:
  - Броніслав Городиський
  - Адам Ґолуховський (призначений 14 червня 1912 маршалком краю, склав мандат, на його місце в 1912 обраний Ян Ґодек)
  - Корнель Пайґерт
- 6. Тарновська округа:
  - Юзеф Менцинський
  - Ян Гупка
  - Стефан Сенковський (помер у 1910, у 1912 на його місце обраний Ян Конопка)
- 7. Тернопільська округа:
  - Жан Вів'єн де Шатобрун
  - Юліуш Коритовський
  - Міхал Ґарапіх
- 8. Сяніцька округа:
  - Ян Тшецецький (помер у 1909, 18 червня 1909 на його місце обраний Станіслав Ян Старовєйський)
  - Казімеж Лясковський
  - Мечислав Урбанський
- 9. Самбірська округа:
  - Станіслав Незабітовський
  - Альбін Райський
  - Тадеуш Скалковський (помер у 1909, 6 серпня 1909 на його місце обраний Стефан Коморовський)
- 10. Жовківська округа:
  - Станіслав Стажинський
  - Казімеж Обертинський (у 1913 на його місце обраний Павел Сапіга)
  - Анджей Любомирський
- 11. Санчівська округа:
  - Владислав Ґлембоцький (помер у 1909, 23 квітня 1909 на його місце обраний Тадеуш Пілат)
  - Антоній Марс
- 12. Ряшівська округа:
  - Станіслав Єнджейович
  - Станіслав Домбський
- 13. Стрийська округа:
  - Юліан Бруницький
  - Станіслав Стадницький
- 14. Станиславівська округа:
  - Войцех Дідушицький (помер у 1909, в 1910 на його місце обраний Владислав Чайковський, який склав мандат в 1912, на його місце обраний Владислав Дідушицький)
  - Станіслав Брикчинський (помер у 1912, на його місце обраний Юзеф Мілевський)
- 15. Коломийська округа:
  - Миколай Кшиштофович
  - Лешек Ценський (помер у 1913, на його місце обраний Леон Пузина)
- 16. Львівська округа:
  - Давид Абрагамович

#### ІІ курія
- Генрик Колішер (Львівська палата)
- Юзеф Саре (Краківська палата) (помер у 1907, на його місце обраний Юзеф Саре)
- Станіслав Ріттель (Бродівська палата)

#### ІІІ курія
- 1. Округ Львів:
  - Ернест Адам
  - Роджер Баталья
  - Станіслав Цюхцінський (помер у 1904, на його місце 7 листопада 1904 обраний Юзеф Нойман)
  - Станіслав Ґломбінський)
  - Натан Левенштайн
  - Тадеуш Рутовський
- 2. Округ Краків:
- Ян Кантій Федерович
  - Ернест Бандровський
  - Юліуш Лео
  - Ігнацій Ландау
- 3. Округ Перемишль:
  - Францішек Долінський
- 4. Округ Станиславів:
  - Леон Білінський
- 5. Округ Тернопіль:
  - Еміль Міхаловський
- 6. Округ Броди:
  - Октав Сала
- 7. Округ Ярослав:
  - Владислав Ягль
- 8. Округ Дрогобич:
  - Альфред Гальбан
- 9. Округ Бяла:
  - Кароль Гемпель
- 10. Округ Новий Санч:
  - Вітольд Коритовський
- 11. Округ Тарнув:
  - Адольф Тадеуш Тертіль
- 12. Округ Ряшів:
  - Станіслав Яблонський
- 13. Округ Самбір:
  - Францішек Соболєвський
- 14. Округ Стрий:
  - Філіп Фрухтман (помер у 1909, 3 вересня 1909 на його місце обраний Владислав Дулемба, в 1913 цей мандат здобув Марцелі Місінський)
- 15. Округ Коломия:
  - Ян Клєський
- 16. Округ Подґуже-Величка:
  - Францішек Мариєвський
- 17. Округ Бохня-Вадовиці:
  - Фердинанд Майсс
- 18. Округ Горлиці-Ясло:
  - кс. Леон Пастор (в 1912 цей мандат здобув Людоміл Ґерман)
- 19. Округ Сянік-Кросно:
  - Август Ґорайський
- 20. Округ Бережани-Золочів:
  - Станіслав Шетцель

#### IV курія
1. Округ Львів — Теофіл Мерунович
2. Округ Городок — Адольф Бруницький
3. Округ Бережани — Тимотей Старух
4. Округ Бібрка — Станіслав Мицельський
5. Округ Рогатин — Кость Левицький
6. Округ Підгайці — Михайло Содомора
7. Округ Заліщики — Тадеуш Ценський
8. Округ Борщів — Тадеуш Чарковський-Ґолєєвський
9. Округ Чортків — Артур Целецький
10. Округ Гусятин — Іван Кивелюк
11. Округ Коломия — Михайло Заячук-Миронюк
12. Округ Городенка — Антоній Теодорович
13. Округ Косів — Ян Трач
14. Округ Снятин — Стефан Мойса-Росохацький
15. Округ Перемишль — Владислав Леон Сапіга
16. Округ Ярослав — Вітольд Леон Чарторийський
17. Округ Яворів — Іван Кантій Шептицький (помер у 1912, на його місце в 1913 обраний Іван Кохановський)
18. Округ Мостиська — Захар Скварко
19. Округ Самбір — Фелікс Созанський
20. Округ Турка — Йосиф Ганчаковський (помер у 1912, на його місце в 1913 обраний Теодор Рожанковський)
21. Округ Дрогобич — Францішек Замойський
22. Округ Рудки — Александер Скарбек
23. Округ Старий Самбір — Зигмунт Лєваковський
24. Округ Сянік — Тадеуш Вжесньовський
25. Округ Лісько — Антін Старух
26. Округ Добромиль — Владислав Чайковський
27. Округ Березів — Здіслав Скшинський
28. Округ Станиславів — Лазар Винничук
29. Округ Богородчани — Богдан Криницький (помер у 1913)
30. Округ Бучач — Станіслав Бадені
31. Округ Надвірна — Іван Сандуляк
32. Округ Тлумач — Іван Макух
33. Округ Стрий — Євген Олесницький (склав мандат у 1910, на його місце 6 вересня 1910 обраний Євген Петрушевич)
34. Округ Долина — Стефан Ціпсер
35. Округ Калуш — Іван Куровець
36. Округ Жидачів — о. Корнило Сеник (склав мандат в 1912, на його місце обраний Остап Нижанківський)
37. Округ Тернопіль — Павло Думка
38. Округ Скалат — Леон Пінінський
39. Округ Збараж — Олекса Крисоватий
40. Округ Теребовля — Єжи Баворовський
41. Округ Золочів — Казімеж Обертинський (на його місце в 1910 обраний Генрик Вайзер)
42. Округ Броди — Володимир Дудикевич
43. Округ Кам'янка Струмилова — Станіслав Бадені
44. Округ Перемишляни — Роман Альфред Марія Потоцький
45. Округ Жовква — Михайло Король
46. Округ Сокаль — Константій Країнський
47. Округ Чесанів — Казімеж Ямпольський
48. Округ Рава — Антоній Колпачкевич
49. Округ Краків — Францішек Птак
50. Округ Хжанув — Едвард Мицельський
51. Округ Бохня — Антоній Ґурський
52. Округ Бжеско — Шимон Бернардзіковський
53. Округ Величка — Віктор Сколишевський
54. Округ Ясло — Францішек Стефчик
55. Округ Горлиці — Владислав Длуґош
56. Округ Кросно — Ян Стапінський
57. Округ Ряшів — Ян Васунґ
58. Округ Кольбушова — Януш Тишкевич
59. Округ Ланьцут — Болеслав Жардецький
60. Округ Нисько — Клеменс Костайм (з 1910 Ян Біс)
61. Округ Тарнобжег — Здіслав Тарновський
62. Округ Новий Санч — Вінцентій Мияк
63. Округ Грибів — Ян Целюх
64. Округ Новий Тарг — Ян Беднарський
65. Округ Ліманова — Ян Маршалкович
66. Округ Тарнув — Вінцентій Вітос
67. Округ Домброва — Якуб Бойко
68. Округ Пільзно — Адам Кренжель
69. Округ Ропчице — Адам Єнджейович
70. Округ Мелець — Анджей Кендзьор
71. Округ Вадовіце — Антоній Стила
72. Округ Бяла — кс. Станіслав Стояловський (помер у 1911, на його місце в 1912 обраний Станіслав Лазарський)
73. Округ Мисленіце — Казімеж Любомирський
74. Округ Живець — Войцех Швед